# Nickelodeon Kids’ Choice Awards 2025
Ten artykuł dotyczy przyszłego wydarzenia. Informacje w nim zawarte mogą się zmienić wraz z pojawieniem się nowych faktów, a początkowe doniesienia mogą być niepewne. Ostatnie aktualizacje tego artykułu mogą nie odzwierciedlać najbardziej aktualnych informacji.
38. gala Nickelodeon Kids’ Choice Awards odbędzie się 21 czerwca 2025 na amerykańskim Nickelodeon Galę poprawdzi południowoafrykańska piosenkarka, tancerka i autorka tekstów piosenek Tyla.

## Prowadzący
- Tyla

## Nominacje
Nominacje zostały oficjalnie potwierdzone 15 maja 2025

### Film
| - Minecraft: Film - Beetlejuice Beetlejuice - Kapitan Ameryka: Nowy wspaniały świat - Następcy: Rebelia Red - Paddington w Peru - Sonic 3. Szybki jak błyskawica - Thunderbolts* - Wicked - Chris Evans jako Jack O’Malley z filmu Czerwona jedynka - Chris Pratt jako Keats z filmu The Electric State - Dwayne Johnson jako Callum Drift z filmu Czerwona jedynka - Jack Black jako Steve z filmu Minecraft: Film - Jason Momoa jako Garrett Garrison z filmu Minecraft: Film - Jim Carrey jako doktor Robotnik z filmu Sonic 3. Szybki jak błyskawica - Ariana Grande jako Glinda z filmu Wicked - Cynthia Erivo jako Elfaba z filmu Wicked - Emma Myers jako Natalie z filmu Minecraft: Film - Jenna Ortega jako Astrid Deetz z filmu Beetlejuice Beetlejuice - Millie Bobby Brown jako Michelle Greene z filmu The Electric State - Winona Ryder jako Lydia Deetz z filmu Beetlejuice Beetlejuice - Gru i Minionki: Pod przykrywką - Dog Man - W głowie się nie mieści 2 - Vaiana 2 - Mufasa: Król lew - Plankton: Film - Dziki robot - Transformers: Początek | - Ben Schwartz jako Sonic z filmu Sonic 3. Szybki jak błyskawica - Chris Hemsworth jako Orion Pax z filmu Transformers: Początek - Dwayne Johnson jako Maui z filmu Vaiana 2 - Keanu Reeves jako Shadow z filmu Sonic 3. Szybki jak błyskawica - Steve Carell jako Gru z filmu Gru i Minionki: Pod przykrywką - Will Ferre;; jako Maxime Le Mal z filmu Gru i Minionki: Pod przykrywką - Amy Poehler jako Joy z filmu W głowie się nie mieści 2 - Auliʻi Cravalho jako Vaiana z filmu Vaiana 2 - Kristen Wiig jako Lucy z filmu Gru i Minionki: Pod przykrywką - Lupita Nyong’o jako ROZ z filmu Dziki robot - Maya Hawke jako Anxiety z filmu W głowie się nie mieści 2 - Scarlett Johansson jako Elita-1 z filmu Transformers: Początek - Frankie Grande jako Frankini z filmu Niebezpieczny Henryk: Film - Harrison Ford jako prezydent Thaddeus Ross / Czerwony Hulk z filmu Kapitan Ameryka: Nowy wspaniały świat - Jeff Goldblum jako Czarodziej z Krainy Oz z filmu Wicked - Jim Carrey jako doktor Robotnik z filmu Sonic 3. Szybki jak błyskawica - Michael Keaton jako Beetlejuice z filmu Beetlejuice Beetlejuice - Michelle Yeoh jako Madame Morrible z filmu Wicked - Rita Ora jako Królowa Serc z filmu Następcy: Rebelia Red - Anthony Mackie jako Sam Wilson / Kapitan Ameryka z filmu Kapitan Ameryka: Nowy wspaniały świat - Emma Myers jako Natalie z filmu Minecraft: Film - Florence Pugh jako Yelena Belova z filmu Thunderbolts* - Kylie Cantrall jako księżniczka Red z filmu Następcy: Rebelia Red - Jace Norman jako Henryk Hart z filmu Niebezpieczny Henryk: Film - Jack Black jako Steve z filmu Minecraft: Film - Sebastian Stan jako Bucky Barnes z filmu Thunderbolts* |

### Telewizja
| - Ayla i los Mirror - Obóz Kikiwaka - Harmidom w realu - Grzmotomocni: Tajniacy - Young Dylan - Czarodzieje z Waverly Place: Nowy rozdział - David Henrie jako Justin Russo z serialu Czarodzieje z Waverly Place: Nowy rozdział - Dylan Gilmer jako Young Dylan z serialu Young Dylan - Hero Hunter jako Charlie Wilson z serialu Young Dylan - Israel Johnson jako Noah Lambert z serialu Obóz Kikiwaka - Jack Griffo jako Max Grzmotomocny z serialu Grzmotomocni: Tajniacy - Trevor Tordjman jako Parker Preston z serialu Obóz Kikiwaka - Celina Smith jako Rebecca Wilson z serialu Young Dylan - Janice LeAnn Brown jako Billie z serialu Czarodzieje z Waverly Place: Nowy rozdział - Kira Kosarin jako Phoebe Grzmotomocna z serialu Grzmotomocni: Tajniacy - Mallory James Mahoney jako Destiny Baker z serialu Obóz Kikiwaka - Maya Le Clark jako Chloe Grzmotomocna z serialu Grzmotomocni: Tajniacy - Miranda May jako Lou Hockhauser z serialu Obóz Kikiwaka - Abbott Elementary - Cobra Kai - Goosebumps: The Vanishing - Gwiezdne wojny: Załoga rozbitków - Władca Pierścieni: Pierścienie Władzy - XO, Kitty | - Damon Wayans Jr. jako Damon z serialu Poppa’s House - David Schwimmer jako Anthony Brewer z serialu Goosebumps: The Vanishing - George Lopez jako George z serialu Lopez vs Lopez - Jude Law jako Jod Na Nawood z serialu Gwiezdne wojny: Załoga rozbitków - Sam McCarthy jako Devin Brewer z serialu Goosebumps: The Vanishing - Xolo Maridueña jako Miguel Diaz z serialu Cobra Kai - Anna Cathcart jako Kitty z serialu XO, Kitty - Janelle James jako Ava Coleman z serialu Abbott Elementary - Jayden Bartels jako Cece Brewer z serialu Goosebumps: The Vanishing - Peyton List jako Tory Nichols z serialu Cobra Kai - Reba McEntire jako Bobbie z serialu Happy’s Place - Ryan Kiera Armstrong jako Fern z serialu Gwiezdne wojny: Załoga rozbitków - America's Funniest Home Videos - America's Got Talent - American Idol - American Ninja Warrior - MasterChef Junior - The Masked Singer - Dragon Ball Daima - Monster High - SpongeBob Kanciastoporty - Harmidom - Simpsonowie - Młodzi Tytani: Akcja! |

### Muzyka
| - Blink-182 - Coldplay - Imagine Dragons - Jonas Brothers - Linkin Park - Stray Kids - Twice - Bad Bunny - Bruno Mars - Drake - Jelly Roll - Kendrick Lamar - Post Malone - Travis Scott - The Weeknd - Ariana Grande - Billie Eilish - Cardi B - Katy Perry - Lady Gaga - Selena Gomez - SZA - Taylor Swift - „Abracadabra” – Lady Gaga - „Cry for Me” – The Weeknd - „I Can Do It with a Broken Heart” – Taylor Swift - „Squabble Up” – Kendrick Lamar - „Taste” – Sabrina Carpenter - „Wildflower” – Billie Eilish - Alex Warren - Benson Boone - d4vd - Djo - Leon Thomas III - Myles Smith - Shaboozey - Zach Bryan - Addison Rae - Chappell Roan - Doechii - GloRilla - Jennie - Lisa - Rosé - Sabrina Carpenter | - Beautifully Broken – Jelly Roll - F-1 Trillion – Post Malone - GNX – Kendrick Lamar - Hurry Up Tomorrow – The Weeknd - I Said I Love You First – Selena Gomez i Benny Blanco - Mayhem – Lady Gaga - Short n’ Sweet – Sabrina Carpenter - Wicked: The Soundtrack - „Can I Get a Chee Hoo?” – Dwayne Johnson (z filmu Vaiana 2) - „Defying Gravity” – Cynthia Erivo z udziałem Ariany Grande (z filmu Wicked) - „Higher Love” – Desi Trill z udziałem DJ Khaleda, Cardi B, Natanii i Subhi (z filmu Smerfy: Wielki film) - „I Always Wanted a Brother” – Braelyn Rankins, Theo Somolu, Aaron Pierre i Kelvin Harrison Jr. (z filmu Mufasa: Król lew) - „I Feel Alive” – Jack Black (z filmu Minecraft: Film) - „Kiss the Sky” – Maren Morris (z filmu Dziki robot) - „Popular” – Ariana Grande (z filmu Wicked) - „Run It” – Jelly Roll (z filmu Sonic 3. Szybki jak błyskawica) - „Apt.” – Rosé i Bruno Mars - „Call Me When You Break Up” – Selena Gomez , Benny Blanco i Gracie Abrams - „Die with a Smile” – Lady Gaga i Bruno Mars - „Luther” – Kendrick Lamar i SZA - „Please Please Please” – Sabrina Carpenter z udziałem Dolly Parton - „Show Me Love” – WizTheMc, Bees & Honey i Tyla - „Slow Motion” – Marshmello i Jonas Brothers - „Apple” – Charli XCX - „Bluest Flame” – Selena Gomez i Benny Blanco - „Diet Pepsi” – Addison Rae - „Messy” – Lola Young - „Ordinary” – Alex Warren - „Pink Pony Club” – Chappell Roan - „Sports Car” – Tate McRae - „That’s So True” – Gracie Abrams - Tyla (Afryka) - Stray Kids (Azja) - The Kid Laroi (Australia) - David Guetta (Europa) - Shakira (Ameryka Łacińska) - Bruno Mars (Ameryka Północna) - Ed Sheeran (Wielka Brytania) - American Girl: The Smart Girl's Podcast - Are You Afraid of the Dark? - Avatar: Braving the Elements - New Heights with Jason & Travis Kelce - LOL Podcast - Super Great Kids' Stories - Baby, This is Keke Palmer - The Nikki & Brie Show |

### Sport
| - LeBron James - Shohei Ohtani - Lionel Messi - Jalen Hurts - Jayson Tatum - Patrick Mahomes - Travis Kelce - Stephen Curry | - Simone Biles - Sha’Carri Richardson - Alex Morgan - Jordan Chiles - Caitlin Clark - Naomi Ōsaka - Angel Reese - Coco Gauff |

### Pozostałe kategorie
| - SeanDoesMagic - MrBeast - Mark Rober - Dhar Mann - Adam Rose - Keith Lee - Salish Matter - Sofie Dossi - Emma Chamberlain - Charli D’Amelio - Brooke Monk - Lexi Rivera - Toys and Colors - Danny Go! - Ryan Kaji/Ryan's World - Kids Diana Show - Ms. Rachel - A For Adley | - IBella - Aphmau - IShowSpeed - Unspeakable - Kai Cenat - Ninja - Pokimane - Fortnite - Just Dance 2025 Edition - Minecraft - Super Mario Party Jamboree - Madden NFL 25 - Roblox |